# مايك بريسلر
مايك بريسلر (بالإنجليزية: Mike Pressler)‏ هو كاتب أمريكي، ولد في 27 فبراير 1960 في ويلتون ‏ في الولايات المتحدة.